# Нежинский клад
Нежинский (Магерский) клад — клад сребреников (всего около 200 монет), найденный в 1852 году на окраине Нежина в пригороде Магерки. В основном, это монеты Владимира Великого с изображением трезубца, но также там находились сребреники, отчеканенные во времена Ярослава Мудрого и Святополка Владимировича. Именно этот клад является точкой отсчёта для научного подтверждения мысли о самобытности монет Киевской Руси.
В ходе исследования Нежинского (Магерского) клада были изданы работы Ивана Спасского и Марины Сотниковой: «Русская Монетная система» и «Тысячелетие древнейших монет в России».

## История нахождения
Нежинский (Магерский) клад нашёл в конце мая 1852 года сын местного крестьянина Сергея Бо́риса, который пахал родительское поле между пригородами Нежина — Магерки и хутором Бобрик. В глиняном горшке находилось примерно 200 штук небольших, почерневших от времени кружочков. Когда оказалось, что это древние серебряные монеты, крестьянин отнёс клад волостному писарю. Последний, вместо того чтобы сообщить о находке, стал продавать монеты всем желающим. Монеты так бы и пропали, если бы на них не обратил внимание профессор Нежинского лицея М. Тулов. Собрав несколько монет, он отправил их в Киев. В Нежин сразу же выехал профессор истории Киевского университета Яков Волошинский. Изучив находку, он пришел к выводу, что монеты — княжеские сребреники, изготовленные в Киеве во время княжения Владимира Великого (X век) и Новгороде Великом в княжение Ярослава Мудрого (то есть до 1015 года). Следует напомнить, что более половины из известных ныне 300 древнейших русских монет киеворусского времени было найдено именно в Нежинском (Магерском) кладе. Основным «собирателем» рассеянного по вине нежинского писаря клада стал помощник-попечитель Киевского учебного округа Михаил Юзефович, который собрал по разным оценкам от 120 до 140 монет. Часть монет находилась в его коллекции (около 50 сребреников), часть он разослал в различные научные учреждения Российской империи (Императорский университет св. Владимира в Киеве попала, например, только 31 монета из числа  хуже сохранившихся монет), или подарил известным на то время коллекционерам и чиновникам, в том числе членам монаршего дома Романовых. 5 «нежинских» сребреников (по 1 каждого типа сребреников Нежинского типа), собранных Юзефовичем, киевский генерал-губернатор Д. Бибиков подарил российскому императору Николаю I 5 сентября 1852 года, когда он посетил Киев. Попав примерно через 2 месяца после этого в Эрмитаж, именно эти монеты составили основу крупнейшей на сегодняшний день в мире коллекции сребреников киеворусских времён (сейчас там находится около 130 таких монет, большинство из которых происходят из Нежинского (Магерского) клада).